# لاين راسيل
لاين راسيل (بالإنجليزية: Iain Russell)‏ (14 نوفمبر 1982 في المملكة المتحدة - ) هو لاعب كرة قدم بريطاني في مركز الهجوم. لعب مع كوين أوف ساوث ونادي بريتشين سيتي ونادي ماذرويل ونادي دمبرتون ونادي ألوا أثليتيك ونادي ستيرلينغ ألبيون ونادي غرينوك مورتون ونادي ليفينغستون لكرة القدم.

## وصلات خارجية
- لاين راسيل على موقع قاعدة بيانات كرة القدم.إي يو (الإنجليزية)
- لاين راسيل على موقع Soccerbase.com (لاعب) (الإنجليزية)
- لاين راسيل على موقع Soccerway.com (الإنجليزية)